# Blaakse Bos
Het Blaakse Bos is een gebouwencomplex in de Nederlandse stad Rotterdam tussen Blaak en de Oude haven. Het Blaakse Bos bestaat uit 38 kubuswoningen (waarvan één een museum is), de Blaaktoren (bijgenaamd Het Potlood), 2 superkubussen en 16 kleine winkelruimtes, verbonden door een overbruggende promenade met de naam Overblaak.
De naam Blaakse Bos van het complex verwijst naar de visie van de architect Piet Blom, waarin elke woning een boom voorstelt en het totale complex een bos. Het idee was een soort dorp in de grote stad, een veilige omgeving waarin diverse functies waren ondergebracht. Winkels, bedrijfjes, een school en speelruimte voor kinderen beneden op het verkeersvrije wandelgebied en wonen daarboven. De interactie tussen het private en openbare leven kan volgens het idee bijzonder groot zijn vanwege de schuine ramen in de huizen.

## Overblaak
Op het op hoger niveau liggende plein de Overblaak - het complex overbrugt een brede straat genaamd Blaak - kunnen geen auto's komen, en de meeste kubussen hebben geen eigen buitenruimte. Barbecueën gebeurt op het plein. Ook werd er door de bewoners jarenlang een badmintontoernooi georganiseerd, en wordt er een grote kerstboom neergezet op het centrale plein. Een periode is het initiatief Modepromenade Overblaak er gevestigd geweest. Tussen de Kubuswoningen zijn kleine winkeltjes en het Schaakstukkenmuseum te vinden. De Overblaak begint bij Blaak met de Kolk, tegenwoordig een trap, vroeger een water.
Naast als dorp in de stad was de Overblaak in stedenbouwkundig opzicht bedoeld als de primaire verbinding voor voetgangers tussen het Centrum en de Oude Haven. Deze route bleek echter in de praktijk te omslachtig waardoor voetgangers alsnog de drukke verkeersader Blaak overstaken en de door Blom beoogde levendigheid op de Overblaakpassage uitbleef. In 2009 werden de twee grote kubussen aan de zuidzijde getransformeerd tot een Stayokay hostel met 250 bedden, waardoor 25 jaar na de bouw van de kubussen de door Blom gekoesterde levendigheid in het wandelgebied alsnog verwezenlijkt is.
De experimentele wandelstraat vormt een geheel met de Spaansekade, die Blom in baksteen vormgaf als een mediterraan vissersdorp. Het bordes boven een caféterras aan de Oude Haven wordt gevormd door een balustrade van natuurstenen zuiltjes. "Het lijkt het toppunt van wansmaak te zijn, dat Blom ergens wat historische ornamenten heeft opgepikt en deze in zijn gebouw heeft opgenomen ter versterking van het pittoreske effect. De balustrade is echter oud en in zekere zin authentiek. Het is het enige restant van een van de meest moderne en technisch geavanceerde gebouwen van de negentiende eeuw in Rotterdam, Plan C."